# Glasair GlaStar
Die Glasair GlaStar (bisweilen Glastar) ist ein US-amerikanisches Kleinflugzeug, das von Tom Hamilton entwickelt und zunächst von Stoddard-Hamilton Aircraft, später von Glasair Aviation produziert wurde. Die Maschine hatte ihren Jungfernflug im Jahr 1994. 2005 wurde die Produktion zugunsten der Glasair Sportsman 2+2 eingestellt. Das Flugzeug wurde nur als Bausatz angeboten.

## Konstruktion und Entwicklung

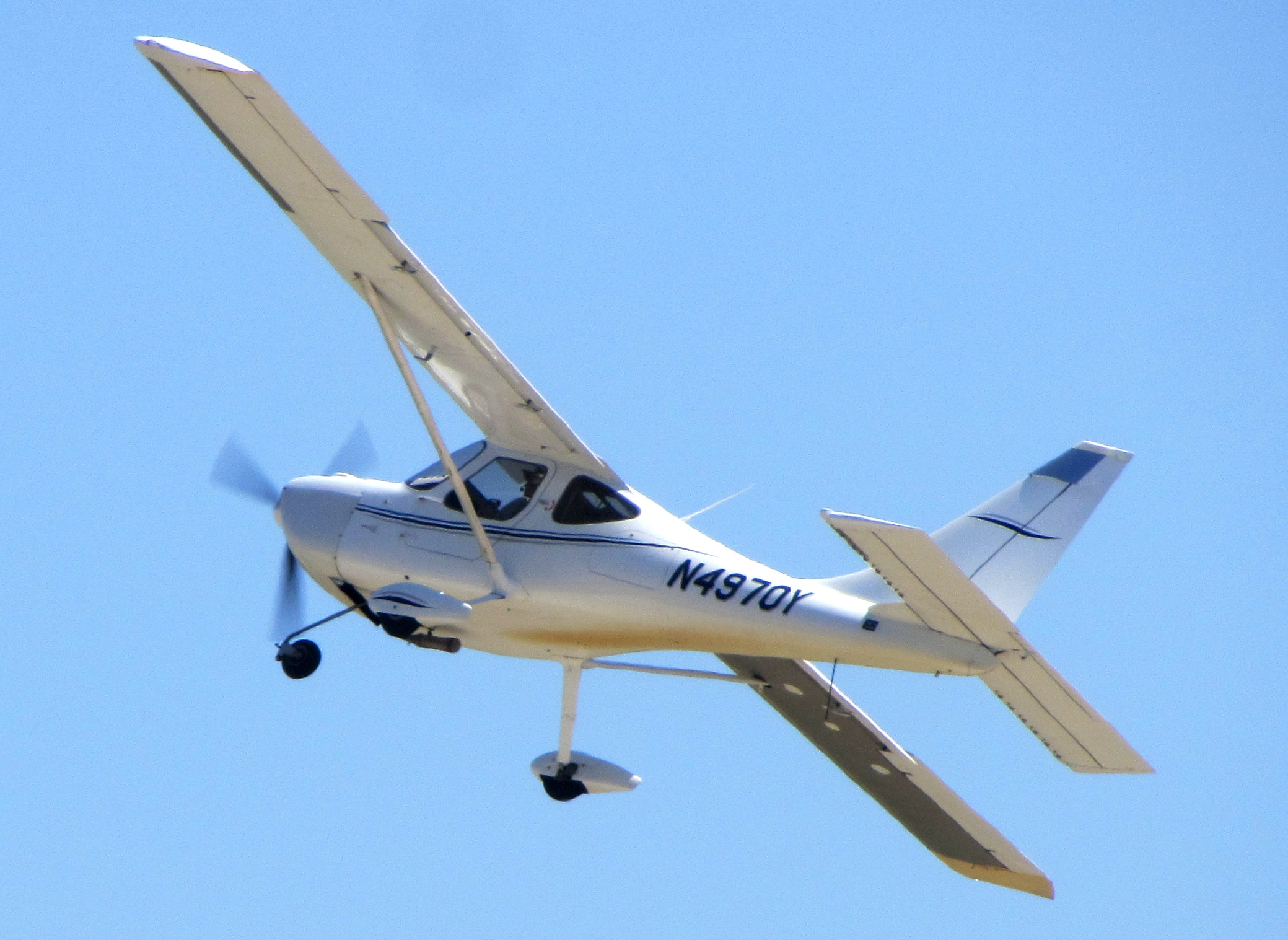
GlaStar

Die GlaStar ist ein einmotoriger, zweisitziger, abgestrebter Schulterdecker. Sie kann wahlweise mit einem starren Bugradfahrwerk oder mit einem Spornradfahrwerk versehen sein. Das Cockpit verfügt zum Einstieg über Türen. Der Rumpf besteht aus geschweißtem Stahl mit einer GFK-Hülle. Die Tragflächen aus Aluminium mit einer Spannweite von 35 ft (ca. Err m) und einer Fläche von 128 ft² (11,9 m²) verfügen über NASA-GA(W)-2-Profile. Sie verfügen über Landeklappen und sind für einen Transport zusammenklappbar. Zunächst wurde der Rotax 912ULS mit 100 PS (74 kW) als Triebwerk eingesetzt. Nachdem sich der Rotax jedoch als zu schwach erwiesen hatte, wurden die Motoren Lycoming O-320 mit 160 PS (118 kW) und Lycoming O-360 mit 180 PS (132 kW) eingesetzt. Das Fahrwerk kann rasch zwischen einem Bug- und einem Spornradfahrwerk gewechselt werden. Das Cockpit ist 44 in (1,12 m) breit und verfügt über ein großes Gepäckabteil, das 200 lb (91 kg) Gepäck aufnehmen kann.
Die geschätzte Bauzeit für das komplette Flugzeug beträgt 1200 Stunden.

## Varianten

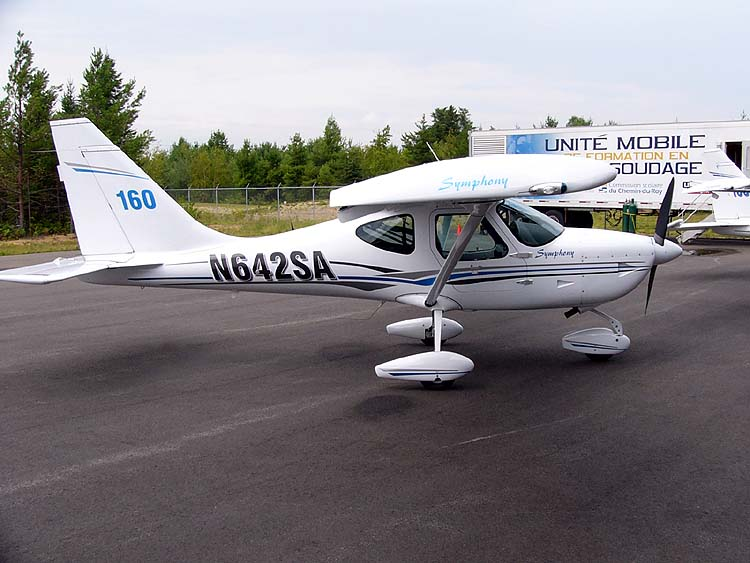
Symphony SA-160
Musterzugelassene Version, gebaut von der Ostmecklenburgische Flugzeugbau (OMF) und später von Symphony Aircraft Industries.

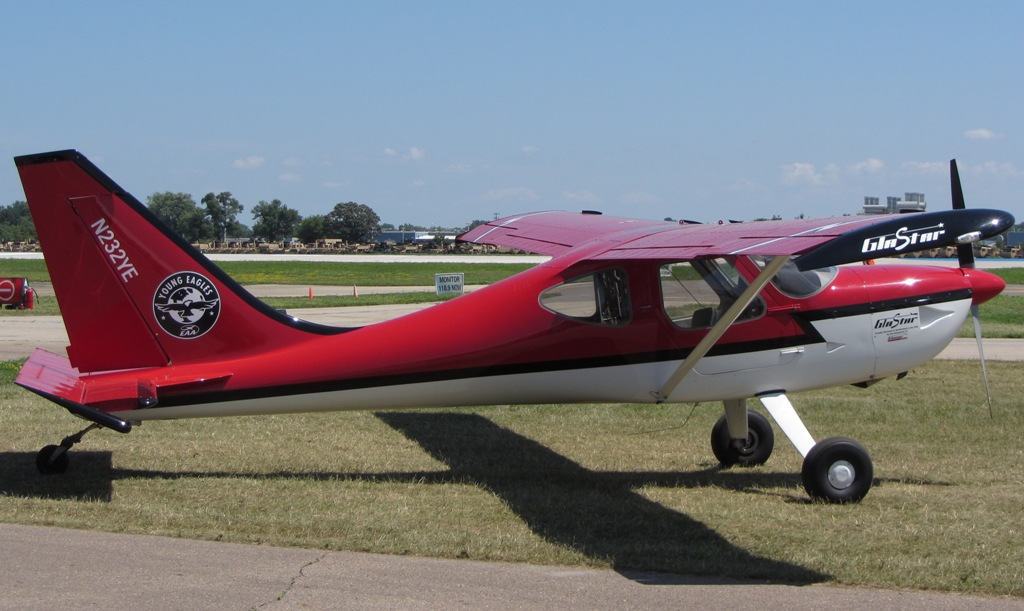
Glasair Sportsman 2+2
Viersitzer mit einem Maximalgewicht von 2.350 lb (1.066 kg); ersetzte die ursprüngliche GlaStar

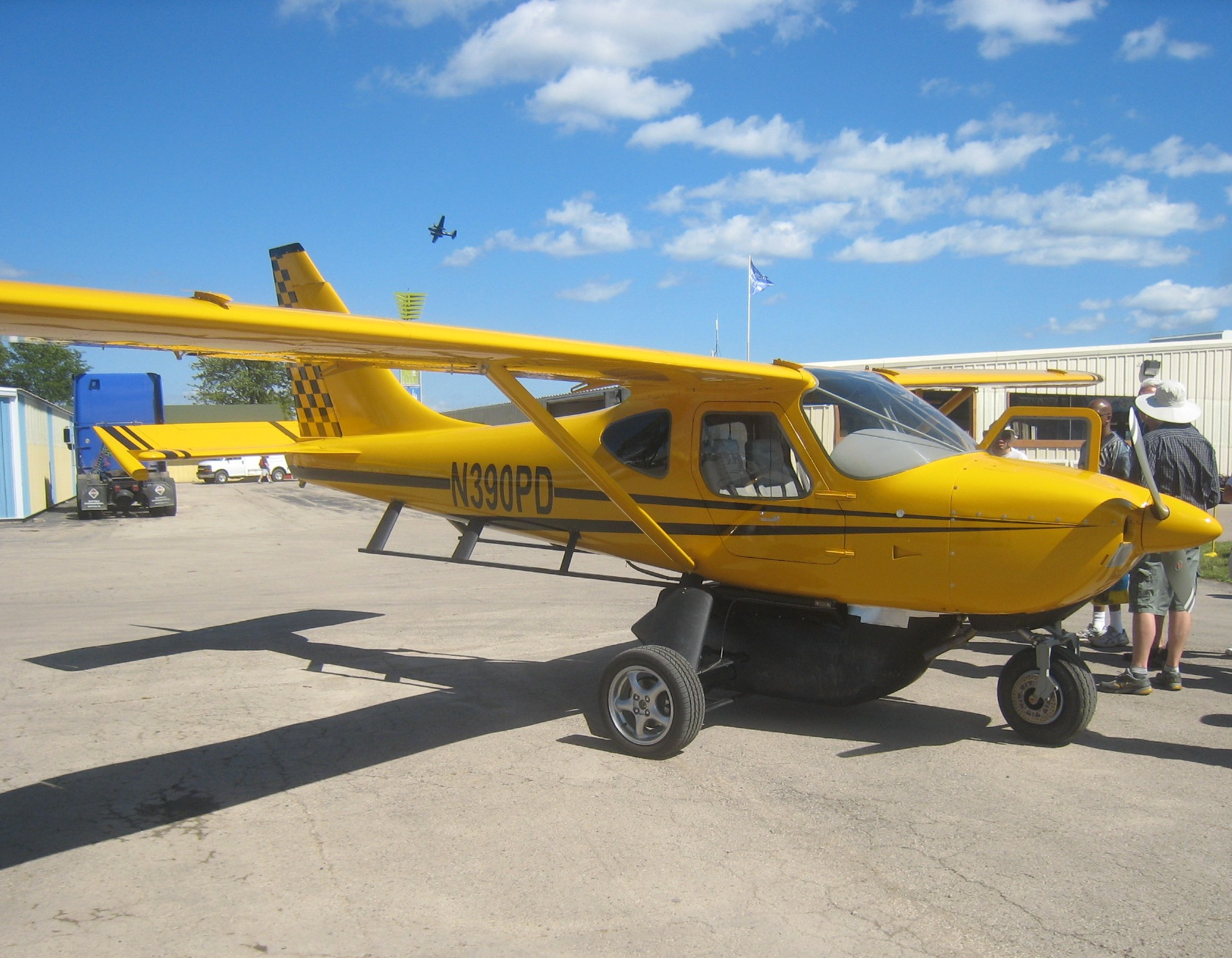
Plane Driven PD-1
Straßentaugliche Version produziert von Plane Driven

## Technische Daten
| Besatzung             | 1                   |
| Passagiere            | 1                   |
| Länge                 | 22 ft (6,7 m)       |
| Spannweite            | 35 ft (10,7 m)      |
| Höhe                  | 7 ft (2,1 m)        |
| Flügelfläche          | 128 ft² (11,9 m²)   |
| Leermasse             | 1.200 lb (544 kg)   |
| max. Startmasse       | 1.960 lb (889 kg)   |
| Höchstgeschwindigkeit | 170 mph (274 km/h)  |
| Reisegeschwindigkeit  | 167 mph (269 km/h)  |
| Reichweite            | 1.440 mi (2.317 km) |